# Myasishchev M-60
Myasishchev M-60 è il progetto di un bombardiere strategico a propulsione nucleare che venne portato avanti a partire dal 1955 dall'OKB-23 di Vladimir Michajlovič Mjasiščev. L'aereo rimase interamente sulla carta.

## Sviluppo
Nei primi anni della guerra fredda, alla fine degli anni quaranta, i sovietici iniziarono a sviluppare l'utilizzo della propulsione nucleare su navi da guerra. Tali ricerche vennero portate avanti soprattutto dall'accademico Igor' Vasil'evič Kurčatov, che considerò la possibilità di utilizzo di questa tecnologia anche in campo aeronautico. Il 12 agosto 1955, il consiglio dei ministri dell'URSS ordinò ad alcuni uffici tecnici del settore aeronautico di coordinare le proprie attività di ricerca in questo ambito. Quindi, gli OKB Tupolev e Myasishchev divennero in pratica i responsabili per lo sviluppo di un aeromobile con queste caratteristiche, mentre agli OKB Kuznetsov e di Archip Michajlovič Ljul'ka venne affidato lo sviluppo dei propulsori.
Gli sforzi di Tupolev si concretizzarono in un banco prova volante, il Tupolev Tu-95LAL, che era equipaggiato con motori Kuznetsov.
Myasishchev iniziò a lavorare su un velivolo di questo tipo nella tarda primavera del 1955. Il progetto relativo ricevette il nome di M-60, e venne ultimato nel luglio 1956. Nello stesso periodo, Ljul'ka concluse il progetto relativo all'impianto propulsivo, che consisteva in un turbogetto a propulsione nucleare funzionante secondo una configurazione detta “sistema aperto”.
Il progetto del velivolo venne rivisto varie volte, e risultano complessivamente ben tre configurazioni. Queste si distinguevano per il tipo di ala utilizzato e per la posizione dei propulsori.
Come la maggioranza dei progetti di Myasishchev, anche l'M-60 non superò mai la fase di progetto, ed il programma relativo venne cancellato nel 1959. Tuttavia, alcune soluzioni sviluppate per l'aereo atomico vennero riprese nel progetto del Myasishchev M-30, a cui stava lavorando dal 1953. Anche questo programma però rimase vittima del deciso calo di interesse per un velivolo di questo tipo da parte dei vertici dell'Unione Sovietica. Stessa fine fece l’M-62, un velivolo piuttosto simile all'M-60. Nel 1961, i vertici delle forze armate richiesero l'abbandono di tutti i programmi relativi ad aerei atomici, molto costosi e tecnicamente complessi.
Generalmente, si ritiene che se i lavori fossero proseguiti, probabilmente i sovietici sarebbero stati in grado di schierare operativamente dei bombardieri a propulsione nucleare per la fine degli anni settanta. A determinare la fine dei programmi relativi a tale sistema d'arma furono diversi fattori, come gli elevati costi di sviluppo e mantenimento delle piattaforme, e l'emergere di una nuova dottrina che puntava principalmente sui missili balistici intercontinentali.

## Tecnica
Il Myasishchev M-60 era un aereo da bombardamento a reazione, i cui propulsori erano alimentati da un reattore nucleare. Le configurazioni previste furono tre, che si differenziavano per il profilo alare ed i motori.
- La prima configurazione risale al 1956. Si trattava di un aereo con ala trapezoidale e gli impennaggi di coda a T. I quattro turbogetti erano sistemati a coppie, ai lati della fusoliera. Le prese d'aria erano anch'esse sui fianchi.
- La seconda risale al dicembre 1957. L'ala stavolta era a freccia, e le prese d'aria erano sistemate più in alto. Gli scarichi dei turbogetti erano sul retro, inseriti nella coda e sistemati su due file. La coda era completamente diversa, visto che gli impennaggi erano di tipo convenzionale. Dalle raffigurazioni, il carrello di atterraggio appare sostituito con una sorta di pattino.
- La terza era completamente diversa. La fusoliera era molto più snella, e probabilmente di lunghezza maggiore. L'ala era a delta, ed i motori erano sistemati sotto ed alle estremità delle ali. In generale, si trattava di una configurazione piuttosto simile a quella prevista per il Myasishchev M-50, con il quale avrebbe dovuto condividere le navicelle dei propulsori.

L'impianto propulsivo progettato prevedeva quattro turbogetti alimentati da un reattore nucleare. In dettaglio, il calore prodotto dal reattore avrebbe dovuto essere trasferito da quest'ultimo ai motori grazie all'aria. Tale configurazione prendeva il nome di sistema aperto.
Tuttavia, l'utilizzo del reattore per il funzionamento dell'aereo era previsto solo nella fase di crociera: infatti, per il decollo e l'atterraggio sarebbe stata utilizzata una normale miscela chimica come carburante.
Il reattore era collocato nella parte posteriore del velivolo, in modo da aumentare la protezione dell'equipaggio. Questo era alloggiato in una cabina interamente schermata con il piombo, posta al centro della fusoliera, con una visibilità piuttosto scarsa. Il carrello di atterraggio era triciclo. In generale, le soluzioni adottate per il carrello e la posizione del reattore erano coerenti con gli altri progetti di aerei atomici elaborati in Unione Sovietica.